# Pai das Donas

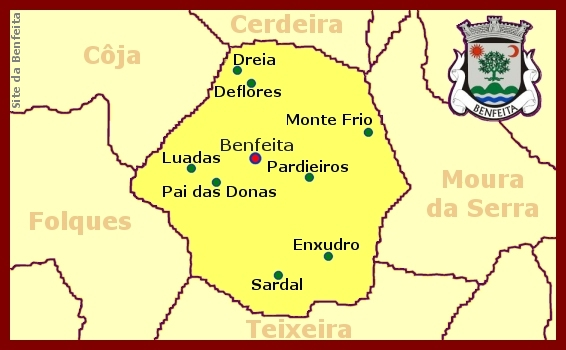
Localização de Pai das Donas na freguesia de Benfeita

Pai das Donas é uma aldeia situada na Freguesia de Benfeita, Município de Arganil, Distrito de Coimbra.
Aqui existe uma Comissão de Melhoramentos.

## Património
- Ruínas das Senhoras Donas.
- Capela de Nossa Senhora dos Remédios construída há mais de 100 anos.

## Festividades
- Festa em Agosto em honra de Nossa Senhora dos Remédios.